# Teafatule

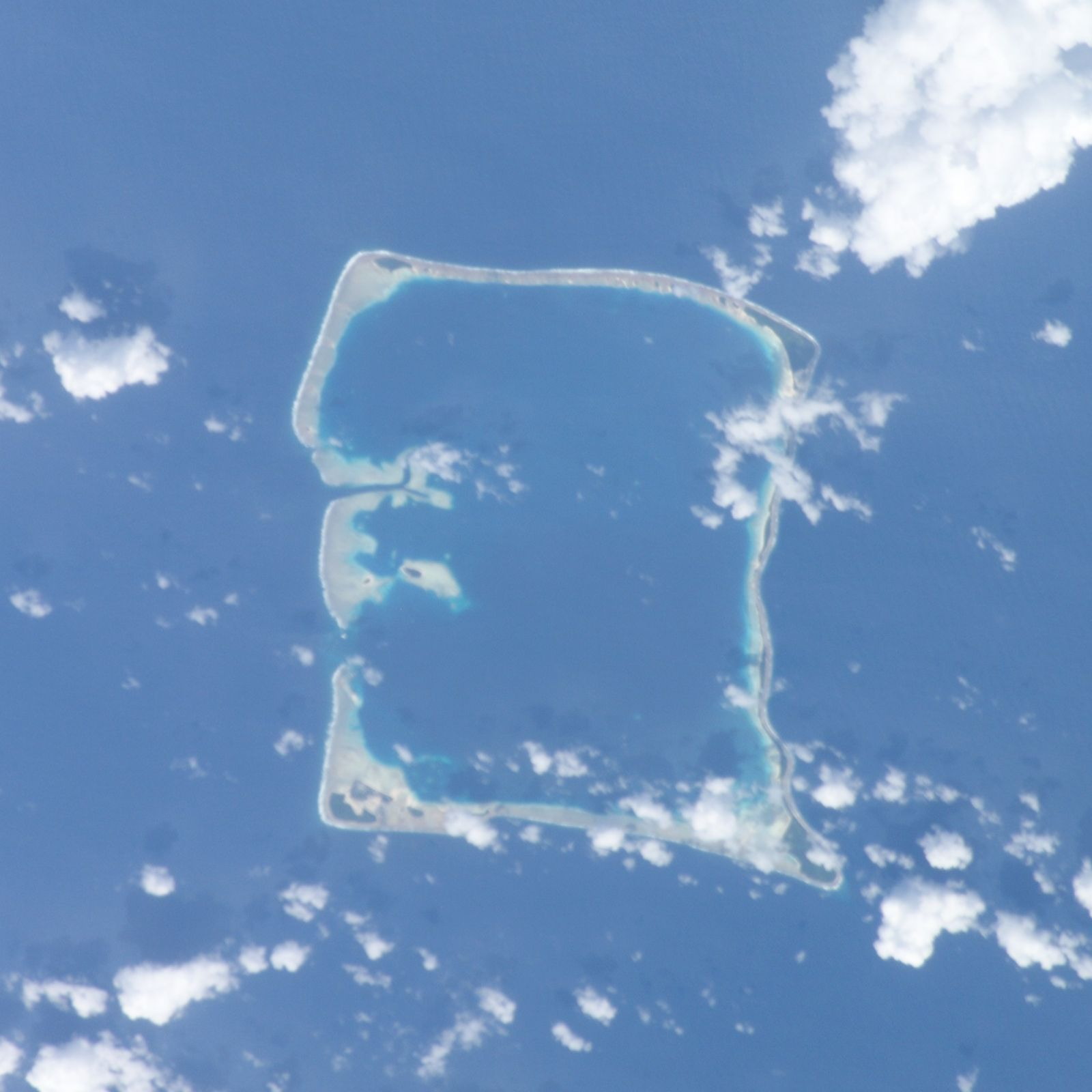
Imagem de satélite do atol Nukufetau

Teafatule é um ilhéu do atol de Nukufetau, do país de Tuvalu.